# Krupki (stacja kolejowa)
Krupki (biał. Крупкі, ros. Крупки) – stacja kolejowa w miejscowości Krupski, w rejonie krupkowskim, w obwodzie mińskim, na Białorusi. Leży na linii Moskwa - Mińsk - Brześć. Nazwa pochodzi od pobliskiego miasta Krupki.
Stacja powstała w XIX w. na drodze żelaznej moskiewsko-brzeskiej pomiędzy stacjami Sławiany a Bojary.